# Côtes de Crozon
Côtes de Crozon este o arie protejată (sit de importanță comunitară — SCI) din Franța întinsă pe o suprafață de 10.198 ha, integral marine.

## Localizare
Centrul sitului Côtes de Crozon este situat la coordonatele 48°13′09″N 4°36′55″W / 48.21917°N 4.61528°V.

## Înființare
Situl Côtes de Crozon a fost declarat arie specială de conservare în baza directivei 92/43 din 1992 referitoare la conservarea habitatelor naturale și a faunei și florei sălbatice pentru a proteja 5 specii de animale.

## Biodiversitate
Situată în ecoregiunea atlantică, aria protejată conține 3 habitate naturale: Peșteri marine scufundate complet sau parțial, Recifuri, Bancuri de nisip acoperite în permanență slab de apă marină.
La baza desemnării sitului se află mai multe specii protejate de  mamifere (5): Halichoerus grypus, vidră de râu (Lutra lutra), marsuin (Phocoena phocoena), liliacul mare cu potcoavă (Rhinolophus ferrumequinum), delfin mare (Tursiops truncatus).
Pe lângă speciile protejate, pe teritoriul sitului au mai fost identificate 1 specie de plante, 3 specii de mamifere.